# Makahu
Makahu est une localité de l’intérieur de la région de Taranaki, située dans la partie ouest de l’Île du Nord de la Nouvelle-Zélande.

## Situation
Elle est localisée au sud-est de la ville de Strathmore. 
Le ruisseau 'Makahu Stream' court vers le sud à travers cette zone pour rejoindre le ruisseau  ' Mangaehu Stream', et se déverser dans le fleuve Patea , .

## Nom
Le nom "Makahu" signifie "faucon blanc (White Hawk)".

## Éducation
L'école de 'Makahu School' est une école mixte, assurant tout le primaire, allant de l'année 1 à 8, avec un  taux de décile de 6 et un effectif de 14 élèves .
L'école a été fondée en 1905,.